# Ostrówek (powiat bielski)
Ostrówek (do 31 grudnia 2002 Ostrówek-Kolonia) – kolonia w Polsce położona w województwie podlaskim, w powiecie bielskim, w gminie Wyszki.
W latach 1975–1998 miejscowość należała administracyjnie do województwa białostockiego. 1 stycznia 2003 nastąpiła zmiana nazwy wsi z Ostrówek-Kolonia na Ostrówek.
Wierni kościoła rzymskokatolickiego należą do parafii św. Stanisława w Topczewie.